# Клей (округ, Канзас)
Шаблон:StateAbbr_ 39°21′00″ пн. ш. 97°10′00″ зх. д. / 39.35° пн. ш. 97.1667° зх. д.
Округ Клей (англ. Clay County) — округ (графство) у штаті Канзас, США. Ідентифікатор округу 20027.

## Історія
Округ утворений 1857 року.

## Демографія
За даними перепису
2000 року
загальне населення округу становило 8822 осіб, зокрема міського населення було 4526, а сільського — 4296.
Серед мешканців округу чоловіків було 4392, а жінок — 4430. В окрузі було 3617 домогосподарств, 2516 родин, які мешкали в 4084 будинках.
Середній розмір родини становив 2,91.
Віковий розподіл населення поданий у таблиці:
| Стать    | До 15 років | 15-21 | 22-29 | 30-39 | 40-49 | 50-65 | 65-85 | Понад 85 |
| -------- | ----------- | ----- | ----- | ----- | ----- | ----- | ----- | -------- |
| Чоловіки | 931         | 424   | 339   | 544   | 674   | 711   | 661   | 108      |
| Жінки    | 835         | 372   | 297   | 521   | 659   | 684   | 867   | 195      |

## Суміжні округи
- Вашингтон — північ
- Райлі — схід
- Гірі — південний схід
- Дікінсон — південь
- Оттава — південний захід
- Клауд — захід

## Виноски
1. ↑  U.S. Decennial Census. United States Census Bureau. Архів оригіналу за 26 квітня 2015. Процитовано 22 липня 2014.
2. ↑  Historical Census Browser. University of Virginia Library. Архів оригіналу за 11 Серпня 2012. Процитовано 22 липня 2014.
3. ↑  Population of Counties by Decennial Census: 1900 to 1990. United States Census Bureau. Архів оригіналу за 5 Червня 2019. Процитовано 22 липня 2014.
4. ↑  Census 2000 PHC-T-4. Ranking Tables for Counties: 1990 and 2000 (PDF). United States Census Bureau. Архів оригіналу (PDF) за 18 Грудня 2014. Процитовано 22 липня 2014.
5. ↑  State & County QuickFacts. United States Census Bureau. Архів оригіналу за 11 січня 2016. Процитовано 22 липня 2014.(англ.) Наведено за англійською вікіпедією.
6. ↑  American FactFinder. Бюро перепису населення США. Архів оригіналу за 29 липня 2011. Процитовано 31 січня 2008.

| США | Це незавершена стаття з географії США. Ви можете допомогти проєкту, виправивши або дописавши її. |